# Jelina Zverjova
Jelina Aleksandrovna Zverjova (belorusko Эліна Аляксандраўна Зьверава), beloruska atletinja, * 18. november 1960, Dolgoprudni, Sovjetska zveza.
Nastopila je na poletnih olimpijskih igrah v letih 1988, 1996, 2000, 2004 in 2008, leta 2000 je osvojila naslov olimpijske prvakinje v metu diska, leta 1996 pa bronasto medaljo. Na svetovnih prvenstvih je osvojila naslova prvakinje v letih 1995 in 2001 ter srebrno medaljo leta 1997, na evropskih prvenstvih pa srebrno medaljo leta 1994. Leta 1992 je bila kaznovana zaradi dopinga.